# Mirosaljci (Lazarevac)
Mirosaljci (em cirílico:Миросаљци) é uma vila da Sérvia localizada no município de Lazarevac, pertencente ao distrito de Belgrado, na região de Kolubara. Possuía uma população de 1576 habitantes segundo o censo de 2009.

## Demografia
| 1948  | 1953  | 1961  | 1971  | 1981  | 1991  | 2002  |
| ----- | ----- | ----- | ----- | ----- | ----- | ----- |
| 1 775 | 1 863 | 1 820 | 1 729 | 1 723 | 1 794 | 1 658 |